# Попов, Василий Степанович (1745)
Василий Степанович Попов (пол. Bazyli Popowski; 1745, по другим известиям 1740 или 1743 — 5 ноября 1822, Санкт-Петербург) — действительный тайный советник, доверенное лицо Г. А. Потемкина. Составитель актов Тарговицкой конфедерации. В 1792—1797 гг. управлял Императорским кабинетом, в 1797—1799 гг. возглавлял Камер-коллегию. Владелец имения Васильевка, названного его именем (ныне город Васильевка на Украине).

## Биография
Он родился в польской дворянской семье Поповских с герба Побог, выходца из Мазовия и носившего в России фамилию Попов.
Обучался в Казанской гимназии. В 1767 году был принят на военную службу в чине подпрапорщика; в 1768 произведён в сержанты. Участвовал в походах против Польши (1769) и Турции (1770); принимал участие в осаде и взятии крепости Бендеры. В 1770 был произведён в аудиторы. С 1771 по 1782 состоял при князе В. С. Долгорукове-Крымском, сопровождал его в крымский поход и занимал в штабе Долгорукова место правителя его походной канцелярии.
В 1775 году был произведён в секунд-майоры. В 1780 году был переведён в Казанский пехотный полк и назначен в Москву правителем генерал-губернаторской канцелярии Долгорукова. В 1781 году был произведён в премьер-майоры с переводом в Пикинёрный полк. В ноябре того же года был переведён, «для сближения с родственниками и для выгоднейшего содержания», в Пермский пехотный полк. В 1782 году был произведён в подполковники и вскоре переведён в Томский пехотный полк.
После смерти Долгорукова в 1783 году обрёл покровителя в лице князя Потёмкина, сделался его самым приближенным и доверенным лицом, состоя при нём чиновником по особым поручениям. В 1784 году был произведён в полковники с причислением сверх комплекта к Таврическому легко-конному полку, одновременно будучи «состоявшим при князе».
С 1786 года Попов состоял секретарём Екатерины II у принятия прошений. В этот же год ему за верную службу было пожаловано местечко Решетиловка в Екатеринославской губернии.
В 1787 году был произведён в бригадиры и награждён орденом Святого Владимира III степени. В 1788 году отправился с князем Потёмкиным на театр военных действий под Очаков. В 1789 году получил генерал-майорский чин. 24 ноября того же года был награждён орденом Святой Анны. В 1791 году получил небывалую в его чине награду — орден Святого Владимира I степени «за особливые труды по делам, поручаемым ему от Генерал-Фельдмаршала».
Крымский землевладелец. В ведомости «при бывшем Шагин Герее хане сочиненная на татарском языке о вышедших християн из разных деревень и об оставшихся их имениях в точном ведении его Шагин Герея» и переведённой 1785 году, содержится список 41 жителя-домовладельца деревни Аян, с перечнем имущества и земельных владений. 19 хозяев имели по 2 дома, у остальных числилось по 1, 22 дома разорены (у некоторых по 2 из 2-х имеющихся). Много домов под черепицею, несколько кладовых и амбаров, 6 мельниц, 2 землянки. Также содержится приписка, что «Сия деревня вошла в дачу г-на генерал-майора и кавалера Василия Степановича Попова».
Через год после смерти Потёмкина, в 1792 году, был оставлен Императрицей состоять при ней и в феврале того же года был награждён орденом Святого Александра Невского. Был назначен до возвращения действительного тайного советника С. Ф. Стрекалова ведать расходами по комнатной Её Императорского Величества сумме, а также состоял начальником Комиссии прошений и Горного корпуса. В 1792 году участвовал в суде над Н. И. Новиковым и был вскоре после этого назначен начальником Императорского Кабинета.
В 1793 году ему было поручено заведовать принадлежащими Императорскому Кабинету колыванскими и нерчинскими горными заводами. В 1793—1795 годах — директор Горного училища. В 1796 году был назначен состоять в особом Комитете. В ноябре того же года был произведён в генерал-поручики.
Павел I в 1797 году уволил Попова с должности управляющего Императорским Кабинетом и назначил его на второе место после председателя в Мануфактур-коллегию. Позже назначил его президентом Камер-коллегии и сенатором. В 1798 году по доносу был посажен под караул и предан суду. В 1799 году был отрешён от должности президента Камер-коллегии; Сенату было велено рассмотреть упущения и беспорядки в делах Камер-коллегии за время председательства Попова. Попов покинул Петербург и отправился в Екатеринославскую и Херсонскую губернии, где занимался сельским хозяйством в своих имениях.
При Александре I Попов был председателем департамента гражданских и духовных дел Государственного совета. В 1807 году императором был направлен к генералу Беннигсену для приведения в порядок хозяйственного управления армии.
Находился в свите Александра I во время заключения Тильзитского мира. Был пожалован действительным тайным советником, назначен управляющим сначала Комиссариатским, а потом и Провиантским департаментами. В 1810 году сделан членом Государственного совета. Оставаясь его членом, в 1812 году получил высокий пост председателя комиссии прошений. В 1816 году получил годичный отпуск и выехал за границу для лечения.
В 1818 году был избран почётным членом Императорской Академии Наук. В 1819 году был назначен председателем Департамента духовных и гражданских дел Государственного совета. Здоровье Попова ухудшалось, он начал слепнуть, и к 1820 году полностью лишился зрения. Скончался в ноябре 1822 года. Погребён в Александро-Невской Лавре. На одной из улиц города Васильевка установлен бюст Василия Попова.

## Отзывы современников
А. В. Суворов так писал о Попове: «он был славный, честный человек, в делах ловкий и опытный; легко доступный, без всякой гордости, охотно принимавший участие в несчастных; он умел снискать общие уважение и любовь». Екатерина II говорила о нём, что «он человек довольно дальновидный, с открытой головой, и ей самой нужен».
Впрочем, завистников у Попова было много, и даже А. А. Безбородко, называвший его «лучшим своим помощником», не упускал случая позлословить на его счёт. Однако же все современники с похвалой отзывались о его простоте и доброте: «докладывая о несчастных, проливал он слёзы непритворные и склонял к милости монархиню».

## Потомство
Попов окончил свою жизнь холостяком, но от актрисы по имени Каролина прижил много детей, из числа которых в 1801 году почёл за нужное усыновить двоих:
- Василий (14.05.1792[5]— ?), крещен 20 мая 1792 года в Исаакиевском соборе, крестник князя Н. Б. Куракина.
- Александр (04.10.1793[6]—1859), крещен 28 октября в Исаакиевском соборе, крестник А. В. Храповицкого; полковник, наследник имения Решетиловка, полтавский уездный предводитель дворянства; женат на Елизавете Николаевне Барноволокой. В связи с бракоразводным процессом он писал: «Я не просил её в жены, но обстоятельства за неё ходатайствовали — я спас её от преследования родных убитого её мужа, которые видели в ней участницу в убийстве»[7].
- Павел (1795—1839), генерал-майор, наследник имений Васильевка и Караджи; был женат на княжне Елене Александровне Эристави;